# Cassebeera
Cassebeera es un género con 28 especies descritas y 2 aceptadas de helechos perteneciente a la familia Pteridaceae. Se encuentra en Sudamérica.

## Taxonomía
Cassebeera fue descrito por Georg Friedrich Kaulfuss y publicado en Enumeratio Filicum 216. 1824. La especie tipo es: Cassebeera triphylla (Lam.) Kaulf. 

## Especies aceptadas
A continuación se brinda un listado de las especies del género Cassebeera aceptadas hasta abril de 2012, ordenadas alfabéticamente. Para cada una se indica el nombre binomial seguido del autor, abreviado según las convenciones y usos.
- Cassebeera pinnata Kaulf.
- Cassebeera triphylla (Lam.) Kaulf.